# Sérgio da Rocha
Sérgio da Rocha (Dobrada, 21 oktober 1959) is een Braziliaans geestelijke en een kardinaal van de Rooms-Katholieke Kerk.
Da Rocha studeerde filosofie en theologie. Hij behaalde een licentiaat in moraaltheologie en promoveerde hierin aan de Pauselijke Lateraanse Universiteit in Rome. in deze discipline  aan het seminarie van de Priestercongregatie van het Heilig Hart van Jezus. Zijn priesterwijding vond plaats op 14 december 1984. Vervolgens was hij werkzaam in diverse pastorale functies, en als docent moraaltheologie.
Op 13 juni 2001 werd Da Rocha benoemd tot hulpbisschop van Fortaleza en tot titulair bisschop van Alba;  zijn bisschopswijding vond plaats op 11 augustus 2001.
Da Rocha werd op 31 januari 2007 benoemd tot aartsbisschop-coadjutor van Teresina. Toen Celso José Pinto da Silva op 3 september 2008 met emeritaat ging, volgde Da Rocha hem op als aartsbisschop. Hij werd op 15 juni 2011 benoemd tot aartsbisschop van Brasilia, als opvolger van João Braz de Aviz die een functie bij de Romeinse Curie had aanvaard.
Da Rocha werd tijdens het consistorie van 19 november 2016 kardinaal gecreëerd. Hij kreeg de rang van kardinaal-priester. Zijn titelkerk werd de Santa Croce in Via Flaminia.
Op 11 maart 2020 werd Da Rocha benoemd tot aartsbisschop van São Salvador da Bahia, waardoor hij tevens primaat van Brazilië werd. Hij was de opvolger van Murilo Ramos Krieger, die met emeritaat was gegaan.
Op 7 maart 2023 werd Da Rocha benoemd tot lid van de Raad van Kardinalen.